# Gunnar Aaby
Gunnar Nielsen Aaby (født 9. juli 1895 på Frederiksberg i København, død 22. august 1966 i Tibirke, Helsinge) var en dansk fodboldspiller.
I sin klubkarriere spillede Aaby på midtbanen i AB. Med denne klub vandt han det danske mesterskab i 1921. 
Aaby debuterede Danmarks fodboldlandshold i en venskabskamp mod Sverige i 1918 på Gamla Ullevi i Gøteborg, og han scorede karrierens eneste landskampsmål, som var det afgørende mål til 2-1 efter 81 min.
I 1919 brændte han i landskampen mod Sverige i Stockholm et straffespark, herefter skulle der gå over 73 år, før Danmark igen brændte et straffespark i en udekamp. Det var i kvalifikation til VM-kvalifikationskampen i 1992 i Vilnius mod Litauen (0-0), hvor Kim Christofte brændte.
Han deltog ved OL i Antwerpen 1920 og nåede i alt syv landskampe, den sidste i 1921 var en venskabskamp mod Holland i Idrætsparken, som sluttede 1-1.